# ولاية أنزواتغي
ولاية آنسوآتغي (بالإسبانية: Anzoátegui)‏ هي ولاية فنزويلية تقع في فنزويلا . قدر عدد سكانها بـ 1,477,900 نسمة ومساحتها 43,300 كم2 .

## أعلام
- أندرو ديفوف
- خايمي لوسنشي
- ليفي روميرو
- ديفيد دي ليما
- خوسيه هيريرا